# Animal Rights (chanson)
Cet article concerne la chanson de Deadmau5 et Wolfgang Gartner. Pour l'album de Moby, voir Animal Rights (album).
Singles de Deadmau5
Strobe
(2010) Sofi Needs a Ladder
(2010)
Singles par Wolfgang Gartner
Conscindo
(2010) Illmerica
(2010)
Pistes de 4x4=12
Bad Selection
(4) Cthulhu Sleeps
(6)
Animal Rights est un single du DJ et compositeur canadien Deadmau5 et du producteur américain Wolfgang Gartner, sorti le 17 septembre 2010 en téléchargement digital.

## Classement par pays
| Classement (2010)              | Meilleure position |
| ------------------------------ | ------------------ |
| Royaume-Uni (UK Singles Chart) | 72                 |
| Royaume-Uni (UK Dance Chart)   | 15                 |